# Breakbeat
Breakbeat és un tipus de música Chill out. Es un tipus de música electrònica que acostuma a utilitzar pauses de bateria mostrades en els primers enregistraments de funk, jazz i R&B. Els Breakbeats han utilitzat en estils com el hip hop, jungle, drum and bass, big beat, breakbeat hardcore i estils del Uk garage a mes de 2-step, breakstep i dubstep.
Instruments típics: sintetitzador, teclat, drum machine...

## Significat
Breakbeat és una paraula que agrupa tota mena de música que són "solos", això vol dir que no consta de cap acompanyament instrumental. El significat del Breakbeat es pot resumir amb dues paraules: Break (Tall) i Beat (Cop).

## Origen
L'origen més probable de la paraula breakbeat és el fet que els loops (sons de repetició) de bateria que es fan servir de mostreig es van produir durant una "ruptura" en la música, en la ruptura produïda en un solo de bateria de la cançó "Amen Brother", dels The Winstons. No obstant això, és una creença comuna que el nom deriva del batec en ser "trencat" i impredictible en comparació amb altres estils de percussió, cosa que també es reflecteix en el nom del gènere relacionat Brokenbeat. Si això era part del significat original de la paraula o és purament una historia falsa, encara no és clar, però el que és segur és que el terme ha evolucionat.

## Història
Els breakbeats es van utilitzar en la dècada dels anys 20 pels grups de jazz i de swing. Una cançó breakbeat popular de la dècada va ser el "Charleston".
A finals de 1970 i principis de 1980, ballarins de hip-hop, com ara DJ Kool Herc, van començar a fer servir diverses interrupcions, utilitzant patrons de bateria irregulars de cançons com "Funky Drummer" de James Brown i "Amen Brother" de The Winstons per formar la base rítmica de les cançons hip hop. Aquest estil va ser molt popular en els clubs i sales de ball perquè les interrupcions breakbeat proporcionaven més oportunitats per mostrar les seves habilitats.
A principis dels 90, els artistes i productors d'acid house van començar a utilitzar mostres de breakbeat en la seva música per crear breakbeat hardcore, també conegut com a música del deliri. L'escena hardcore llavors es dividia en subgèneres com el jungle i el drum and bass, que generalment tenien un so més fosc, i es van enfocar més en els patrons de bateria mostrejats complexes.
Avui en dia el Breakbeat te forces subgèneres.

## Subgèneres
- Bigbeat: és un terme descobert el 1990 per la premsa musical britànica per descriure grans part de la música d'artistes d'aquella dècada.
- Progressive Breaks: és un subgènere de trencaments que és essencialment una fusió entre el Breakbeat i el House progressiu.
- Acid Breaks: és una fusió entre el Breakbeat i altres formes de música de ball.

## Curiositats
El Breakbeat s'utilitza molt a la música Jazz.
Els Breakbeats s'utilitzen en moltes cançons de hip hop, i també es poden sentir en altres tipus de música, des de música popular o per a música de fons en automòbils i anuncis fins a la ràdio o la televisió.